# Docosia caniripes
Docosia caniripes är en tvåvingeart som beskrevs av Chandler och Ribeiro 1995. Docosia caniripes ingår i släktet Docosia och familjen svampmyggor. Inga underarter finns listade i Catalogue of Life.